# Hitodama

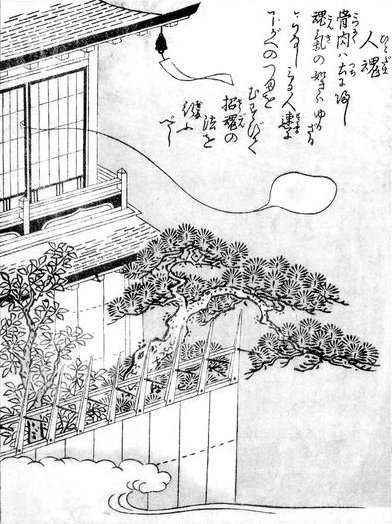
O hitodama ilustrado por Toriyama Sekien

Hitodama (人魂,  ひとだま  "alma humana" ou "bola humana) é um termo usado na mitologia japonesa para a alma de uma pessoa, que a abandona quando a mesma morre. É a união das palavras japonesas hito (humano) e tama (alma).

## Folclore
Quando uma pessoa morre, geralmente a alma do seu corpo sai de uma forma esférica e imaterial, uma bola de luz. É normalmente descrito como uma bola de fogo (azul ou verde) voadora. Outro termo usado no Japão para hitodama é Onibi (鬼火 ou おにび). Na China é conhecido como 鬼火 (Cantonês: Gwäe Fo, Pinyin: Guǐ huǒ).

## Mito
A lenda do Hitodama surgiu por causa dos gases flourescentes que podem ser vistos dos túmulos humanos (conhecido em português como fogo tolo). "Hito" significa "humano" e "dama" significa "esfera".

## Cultura popular
- Hitodamas são os chefes do Underworld no jogo Legend of Mana.
- Na série Inuyasha, Kikyo, uma sacerdotisa, tem sua vida sustentada por hitodamas roubados de pessoas e entregues a ela pelos seus demônios "Carregadores de Almas"
- No anime e mangá Shaman King, alguns espíritos, algumas vezes aparecem como hitodamas.
- Em One Piece, a alma do personagem Brook é mostrada como uma hitodama quando está voltando ao seu corpo.
- Em Pokemon, o pokemon Gastly, bem como outros pokemons fantasmas, se assemelham a hitodamas.
- Em Saint Seiya: The Lost Canvas, as almas puxadas por Manigold de Câncer se assemelham a hitodamas.